# Erateina sublimata
Erateina sublimata är en fjärilsart som beskrevs av Otto Staudinger 1894. Erateina sublimata ingår i släktet Erateina och familjen mätare. Inga underarter finns listade i Catalogue of Life.